# Route nationale 3a
La route nationale 3A (RN 3A o N 3A) è stata una strada nazionale che partiva da Saint-Avold e terminava a Creutzwald.

## Percorso
Venne creata nel 1957 e collegava la N3 presso Saint-Avold ai centri di Carling e Creutzwald e al confine tedesco. In seguito questa strada fu riassegnata alla N33. Nel 2005 è avvenuto il declassamento dei primi quattro chilometri a D633, mentre la vecchia variante che attraversa Carling è divenuta N2033 e quella che passa per il centro di Creutzwald è oggi parte della D73.